# Partenariato Euro-Atlantico

Gli Stati membri del Partenariato Euro-Atlantico

Il Partenariato Euro-Atlantico o Euro-Atlantic Partnership Council (EAPC) è un forum internazionale di regolare consultazione, coordinamento e dialogo tra i membri della NATO e un gruppo di Stati dell'Europa e dell'Asia che non ne sono membri. Il partenariato è rivolto in particolare a sviluppare la cooperazione tra gli Stati membri su questioni politiche e di sicurezza.
Lo EAPC venne creato durante un incontro interministeriale a Sintra, in Portogallo, il 29 maggio 1997 come successore del North Atlantic Cooperation Council (NACC) esistente dal 1991. Lo EAPC opera in cooperazione con il Partenariato per la pace, creato nel 1994.

## Membri
Oltre ai 32 Stati membri della NATO, il Partenariato Euro-Atlantico comprende altri 18 Stati: 
- Ex Repubbliche sovietiche:
  -  Armenia,
  -  Azerbaigian,
  -  Bielorussia,
  -  Georgia,
  -  Kazakistan,
  -  Kirghizistan,
  -  Moldavia,
  -  Russia,
  -  Tagikistan,
  -  Turkmenistan,
  -  Ucraina,
  -  Uzbekistan.
- Paesi neutrali con economia di mercato durante la guerra fredda:
  -  Austria,
  -  Irlanda,
  -  Malta,
  -  Svizzera.
- Paesi neutrali con economia socialista durante la guerra fredda:
  -  Bosnia ed Erzegovina,
  -  Serbia.